# Tampines
Tampines es la zona residencial más grande en el país de Singapur y se encuentra en el este de la isla principal. El nombre del municipio se deriva de los árboles Tampines que se encontraban en esta zona en el siglo XX.
Como otros municipios y barrios de Singapur, Tampines también cuenta con una gran densidad de población.
Tampines es el centro regional del este de Singapur.

## Historia
Como gran parte de la isla, Tampines era una zona forestal.
En la década de los 70, Tampines empezó a convertirse en un municipio regional. El desarrollo del municipio se finalizó en los 90. 
Nuevos métodos de construcción facilitaba el desarrollo de la infraestructura en Tampines. Se construían torres de pisos de hasta 16 plantas en un mes. Además, se incorporaban nuevos diseños y colores en esas torres. El desarrollo del municipio era gestionado por el Housing and Development Board o HDB hasta 1991, el año en que esa gestión se traspasa al ayuntamiento de Tampines.
En 1992, La Building and Social Housing Foundation de la ONU le concedió el Premio Mundial del Hábitat a Tampines, que fue elegido como representante de los municipios singapurenses. El premio reconoce contribuciones hacia el desarrollo y asentamiento humanos.

## Geografía
Dentro de un área de 4,24 kilómetros cuadrados, el municipio de Tampines cuenta con más de 200.000 habitantes que viven en 52.000 pisos construidos por el HDB. Tampines se divide en cinco distritos:
- Tampines del Norte
- Tampines del Este
- Tampines del Oeste
- Tampines Changkat
- Tampines Central

Todos los distritos cuentan con su propio centro comunitario en el que se organizan clases de baile y cocina etc.
El centro regional de Tampines
Uno de los objetivos del gobierno singapurense es crear municipios que sean parcialmente autosuficientes en cuanto a las necesidades comerciales para reducir el flujo de tráfico hacia el centro del país. Por lo tanto, se ofrece una gran variedad de instalaciones dentro de todos los municipios. Bajo el plan de la Urban Redevelopment Authority, Tampines es uno de los tres centros regionales en Singapur (los otros son Woodlands en el norte junto con la frontera malasia-singapurense y Jurong East en el oeste). Por eso, se puede decir que el centro regional de Tampines sirve no solo a los habitantes de Tampines, sino a todos los habitantes en el este de Singapur.
Servicios comerciales
Tampines cuenta con tres centros de compras al lado de la única estación de metro en el centro del municipio: Tampines Mall, Century Square y Tampines 1. Los arrendatarios incluyen restaurantes como Pizza Hut y McDonald's, supermercados como NTUC y Shop N' Save, grandes almacenes como el japonés Isetan, cines, librerías y tiendas de joyas.
En 2006, la cadena sueca IKEA abrió su segundo punto de venta en Singapur en el norte del municipio. Se encuentran también tiendas de Courts y el hipermercado malasio Giant en esta zona.
Servicios comunitarios
La biblioteca regional de Tampines se encuentra cerca del centro. Se organizan acontecimientos regulares tanto por los niños como por los adultos para promover la lectura y la formación continua.

## Transporte
Una red de carreteras, que incluye tanto la Pan-Island Expressway y la Tampines Expressway como numerosas vías de acceso, permite la comunicación fácil dentro y fuera del municipio.
El transporte público incluye una estación de Metro y otra de autobuses que cuenta con más de 15 rutas a todas partes de Singapur, como Pasir Ris al este, Choa Chu Kang al oeste, Woodlands y Yishun al norte y Rochor Canal Road al sur. Aún más rutas pasan por el municipio pero no paran en la estación principal.
El Aeropuerto Internacional de Singapur está a 15 minutos de Tampines en coche.

## Educación
Tampines cuenta con 14 colegios de educación primaria, 10 de educación secundaria y 3 instituciones de educación superior que incluyen el Tampines Junior College que ofrece el bachillerato.
- Datos: Q5110386
- Multimedia: Tampines / Q5110386